# Mariestads kontrakt
Mariestads kontrakt var ett kontrakt i Skara stift inom Svenska kyrkan. Kontraktet upphörde 31 december 1994, varvid huvuddelen tillfördes Vadsbo kontrakt.

## Administrativ historik
Kontraktet omfattade före 1962
- Mariestads församling
- Leksbergs församling
- Torsö församling
- Hassle församling
- Berga församling
- Färeds församling
- Enåsa församling
- Ullervads församling
- Eks församling
- Ekby församling
- Utby församling
- Odensåkers församling
- Tidavads församling
- Låstads församling
- Binnebergs församling som 1962 övergick till Billings kontrakt
- Horns församling som 1962 övergick till Billings kontrakt
- Frösve församling som vid upplösningen 1962 övergick till Billings kontrakt
- Säters församling som 1962 övergick till Billings kontrakt

1962 tillfördes från då upplösta Södra Vadsbo kontrakt
- Fägre församling
- Trästena församling
- Hjälstads församling
- Vads församling som vid upplösningen 1995 övergick till Billings kontrakt
- Sveneby församling
- Mo församling
- Bällefors församling
- Ekeskogs församling
- Beatebergs församling
- Götlunda församling som vid upplösningen 1995 övergick till Billings kontrakt
- Flistads församling som vid upplösningen 1995 övergick till Billings kontrakt